# 군자서원 소장 고문서 일괄
군자서원 소장 고문서 일괄은 대한민국 전라남도 강진군 작천면에 있다. 2013년 9월 25일 강진군의 향토문화유산 제56호로 지정되었다.

## 개요
군자서원은 유항재 김양( ~1569)를 주벽으로 삼고, 절효 김호광(1600~1624), 행정 김신광(1608~1666)을 배위로 모신 서원이다.    
원래 양산김씨 집안의 가묘로 건립되었던 사우(행정사)로서, 사우와 관련된 집강안, 좌목과 같은 고문서가 전해지고 있다.

## 같이 보기
- 군자서원 - 강진군 향토문화유산 제8호